# WHITE MOON IN THE BLUE SKY
「WHITE MOON IN THE BLUE SKY」（ホワイトムーンインザブルースカイ）は石井竜也1枚目のシングル。1997年9月25日発売。発売元はSony Records（現ソニー・ミュージックレコーズ）。

## 解説
同年3月の米米CLUB解散後初となる石井のソロデビュー・シングル

## 収録曲
作詞・作曲：石井竜也
1. WHITE MOON IN THE BLUE SKY
編曲：中崎英也
JALリゾッチャCMソング。「米米とは違うアプローチにしてより映像的な曲にした」という「石井の王道」[1]であり、バンド解散後の逃れようのない現実に悩まされながらもその現実と向き合い理想を追って生き抜いていた時期の心境を反映させた「現実感を漂わせた」楽曲[2]。
ミュージック・ビデオは閉ざされた空間で天使の研究をしている年老いた研究者を中心とした物語となっており、石井は1人3役[3]を演じている。ビデオ内にはCG、ワイヤーを使用した場面もあり、石井曰く「相当お金がかかった」[4]。ファースト・アルバム『H』に収録の同曲は、金子隆博がアレンジした別バージョンで、アレンジがかなり異なっている。
2. 壮絶夜舞酒家 (souzetsu night club)
編曲：伊藤隆博
ソロライブの定番曲。米米CLUBで言う「Shake Hip!」のような、ショーの起爆剤にあたる。クラブでの男女のケンカをハチャメチャに描いている。この曲の内容は実話[5]。
3. WHITE MOON IN THE BLUE SKY (MC ISHII BEAUTY KARAOKE LESSON TRACK)
表題曲のカラオケトラック。
石井がボイストレーナー「石井ビューティー」としてカラオケレッスンをする形式。

## 収録作品
| 曲名                               | 収録作品                                  | 発売日         | 備考                                                             |
| ---------------------------------- | ----------------------------------------- | -------------- | ---------------------------------------------------------------- |
| WHITE MOON IN THE BLUE SKY         | 『H』                                     | 1998年3月21日  | 1stオリジナル・アルバム （金子隆博による別アレンジヴァージョン） |
| WHITE MOON IN THE BLUE SKY         | 『避暑地のラブ・ストーリー〜’98summer』   | 1998年5月21日  | コンピレーション・アルバム                                       |
| WHITE MOON IN THE BLUE SKY         | 『TATUYA ISHII CLIPS Vol.1 TROUBLEMAKER』 | 1999年4月1日   | ミュージック・ビデオ集                                           |
| WHITE MOON IN THE BLUE SKY         | 『DVD MAX JAPAN SMR II』                  | 2001年12月5日  | コンピレーション・ミュージック・ビデオ集                         |
| WHITE MOON IN THE BLUE SKY         | 『石 〜Best of Best〜』                   | 2005年10月12日 | 1stベスト・アルバム                                              |
| WHITE MOON IN THE BLUE SKY         | 『LOVE』                                  | 2012年9月5日   | 18thオリジナル・アルバム 初回限定盤同梱のDVDにMV収録             |
| WHITE MOON IN THE BLUE SKY         | 『石弐 〜Best of Best〜』                 | 2015年3月25日  | 2ndベスト・アルバム                                              |
| 壮絶夜舞酒家 (souzetsu night club) | 『石 〜Best of Best〜』                   | 2005年10月12日 | 1stベスト・アルバム                                              |
| 壮絶夜舞酒家 (souzetsu night club) | 『石弐 〜Best of Best〜』                 | 2015年3月25日  | 2ndベスト・アルバム                                              |